# Халтурин, Андрей Алексеевич
Андрей Алексеевич Халтурин — советский хозяйственный, государственный и политический деятель, Герой Социалистического Труда.

## Биография
Родился в 1916 году в деревне Пелеснур Яранского уезда Вятской губернии. Член КПСС.
С 1941 года — на хозяйственной, общественной и политической работе. В 1941—1978 гг. — старший агроном, директор подсобного хозяйства военного лагеря в Кировской области, агроном, директор Ключевского подсобного хозяйства (военторга, Уральский военный округ) Чебаркульского района Челябинской области, директор совхозов «Дружный» и «Новый Урал» Варненского района, директор ордена Трудового Красного Знамени Еткульского совхоза Еткульского района Челябинской области.
Указом Президиума Верховного Совета СССР от 22 марта 1966 года присвоено звание Героя Социалистического Труда с вручением ордена Ленина и золотой медали «Серп и Молот».
Делегат XXIII съезда КПСС.
Умер в Еткуле в 1978 году.